# Вардаовит
Вардаовит (арм. Վարդահովիտ) — село в Вайоцдзорской области Армении.

## География
Село расположено в северной части марза, на правом берегу реки Ехегис, на расстоянии 31 километра к северо-востоку от города Ехегнадзор, административного центра области. Абсолютная высота — 2050 метров над уровнем моря.
Климат
Климат характеризуется как умеренно холодный, влажный (Dfb в классификации климатов Кёппена). Среднегодовая температура воздуха составляет 6,2 °C. Средняя температура самого холодного месяца (января) составляет −5,6 °С, самого жаркого месяца (июля) — 17,4 °С. Расчётная многолетняя норма атмосферных осадков — 474 мм. Наибольшее количество осадков выпадает в мае (81 мм).

## Население
| Год переписи | Население          | Население          | Население          | Население            | Население            | Население            |
| Год переписи | Наличное население | Наличное население | Наличное население | Постоянное население | Постоянное население | Постоянное население |
| Год переписи | Всего              | Мужчины            | Женщины            | Всего                | Мужчины              | Женщины              |
| ------------ | ------------------ | ------------------ | ------------------ | -------------------- | -------------------- | -------------------- |
| 2001         | 179                | 81                 | 98                 | 94                   | 41                   | 53                   |
| 2011         | 105                | 48                 | 57                 | 103                  | 48                   | 55                   |

| Год  | Численность | Численность |
| ---- | ----------- | ----------- |
| 1873 | 115         | [ 8 ]       |
| 1897 | 151         | [ 8 ]       |
| 1926 | 32          | [ 9 ]       |
| 1939 | 61          | [ 9 ]       |
| 1959 | 256         | [ 9 ]       |
| 1970 | 362         | [ 9 ]       |
| 1979 | 369         | [ 9 ]       |
| 1989 | 220         | [ 10 ]      |
| 2001 | 94          | [ 10 ]      |
| 2011 | 103         | [ 11 ]      |